# Primetime Creative Arts Emmy Awards 2011
La cerimonia della 63ª edizione dei Primetime Creative Arts Emmy Awards (63rd Primetime Creative Arts Emmy Awards) si è tenuta il 10 settembre 2011 presso il Nokia Theatre di Los Angeles.

## Primetime Creative Arts Emmy Awards

### Miglior attore guest star in una serie tv drammatica
- Paul McCrane, per aver interpretato Josh Peyton in Harry's Law
- Beau Bridges, per aver interpretato Nick Brody in Brothers & Sisters
- Jeremy Davies, per aver interpretato Dickie Bennett in Justified
- Bruce Dern, per aver interpretato Frank Harlow in Big Love
- Michael J. Fox, per aver interpretato Louis Canning in The Good Wife
- Robert Morse, per aver interpretato Bertram Cooper in Mad Men

### Miglior attore guest star in una serie tv commedia
- Justin Timberlake, per l'esibizione al Saturday Night Live
- Will Arnett, per aver interpretato Devin Banks in 30 Rock
- Matt Damon, per aver interpretato Carol in 30 Rock
- Idris Elba, per aver interpretato Lenny in The Big C
- Zach Galifianakis, per l'esibizione al Saturday Night Live
- Nathan Lane, per aver interpretato Pepper Saltzman in Modern Family

### Miglior attrice guest star in una serie tv drammatica
- Loretta Devine, per aver interpretato Adele Webber in Grey's Anatomy
- Cara Buono, per aver interpretato Faye Miller in Mad Men
- Joan Cusack, per aver interpretato Sheila Jackson in Shameless
- Randee Heller, per aver interpretato Miss Blankenship in Mad Men
- Mary McDonnell, per aver interpretato Sharon Raydor in The Closer
- Julia Stiles, per aver interpretato Lumen Pierce in Dexter
- Alfre Woodard, per aver interpretato Ruby Jean Reynolds in True Blood

### Miglior attrice guest star in una serie tv commedia
- Gwyneth Paltrow, per aver interpretato Holly Holliday in Glee
- Elizabeth Banks, per aver interpretato Avery in 30 Rock
- Kristin Chenoweth, per aver interpretato April Rhodes in Glee
- Tina Fey, per aver presentato il Saturday Night Live
- Dot-Marie Jones, per aver interpretato Beiste in Glee
- Cloris Leachman, per aver interpretato Maw Maw in Aiutami Hope!

### Miglior reality
- Deadliest Catch
- Antiques Roadshow
- Hoarders
- Kathy Griffin: My Life on the D-List
- Miti da sfatare
- Undercover Boss

### Miglior presentatore di un reality
- Jeff Probst – Survivor
- Tom Bergeron – Dancing with the Stars
- Cat Deeley – So You Think You Can Dance
- Phil Keoghan – The Amazing Race
- Ryan Seacrest – American Idol

### Miglior programma d'animazione
- Futurama, per l'episodio The Late Philip J. Fry
- The Cleveland Show, per l'episodio Murray Christmas
- Robot Chicken: Star Wars Episode III
- I Simpson, per l'episodio Angry Dad - The Movie
- South Park, per l'episodio Crack Baby Athletic Association

### Altre categorie
- Miglior doppiatore a Maurice Lamarche per l'episodio Lrrreconcilable Ndndifferences di Futurama
- Migliori acconciature per una serie single-camera a Sean Flanigan, Gloria Casny, Lucia Mace, Theraesa Rivers, Jules Holdren per l'episodio L'ospite inatteso di Mad Men
- Migliori acconciature per una serie multi-camera o speciale a Mary Guerrero, Kimi Messina, Jennifer Mazursky, Cynthia Romo, Cyndra Dunn e Rachel Dowling per l'episodio 11x06 del reality Dancing with the Stars
- Migliori acconciature per una miniserie o film a Jenny Fifield-Arbour e Judi Cooper Sealy per The Kennedys
- Miglior casting per una serie commedia a Robert J. Ulrich e Eric Dawson per Glee
- Miglior casting per una serie drammatica a Ellen Lewis e Meredith Tucker per Boardwalk Empire - L'impero del crimine
- Miglior casting per una miniserie, film o speciale a Laura Rosenthal per Mildred Pierce
- Miglior coordinamento stunt a Peewee Piemonte per l'episodio Salto nel vuoto di Southland
- Miglior coreografia a Mia Michaels, Tabitha D’Umo e Napoleon D’Umo per il reality So You Think You Can Dance
- Migliori costumi per una serie tv a Gabriella Pescucci e Uliva Pizzetti per l'episodio Lucrezia's Wedding di I Borgia
- Migliori costumi per una miniserie, film o speciale a Susannah Buxton e Caroline Mccall per l'episodio pilota di Downton Abbey
- Migliori costumi per un varietà o programma musicale a Kate Carin e Abigail Metcalf per Gettysburg; Amanda Needham e Niki Dimitras per Portlandia
- Miglior direzione artistica per una serie multi-camera a Michael Andrew Hynes e Maralee Zediker per Hot In Cleveland
- Miglior direzione artistica per una serie single-camera a Bob Shaw, Douglas Huszti e Debra Schutt per l'episodio pilota di Boardwalk Empire - L'impero del crimine
- Miglior direzione artistica per una miniserie o film a Mark Friedberg, Peter Rogness e Ellen Christiansen-De Jonge per Mildred Pierce
- Miglior direzione artistica per un varietà o programma musicale a Florian Wieder, Isabell Rauert e Tamlyn Rae Wright per la cerimonia degli MTV Video Music Awards 2010
- Miglior direzione tecnica per una serie tv a Eric Becker, Christine A. Salomon, Robert L. Highton, Dave Eastwood, Suzanne Ebner, John Repczynski, George A. Prince III, Kenneth M. Dahlquist, Edwin Horton, Bill Chaikowski, John Perry, Danny Bonilla, Diane Biederbeck, Alex Hernandez, Keith Dicker, Danny Webb e Christopher Gray per l'ultima puntata di American Idol
- Miglior direzione tecnica per una miniserie, film o speciale a Emmett Loughran, Miguel Armstrong, Joseph Debonis, Manny Gutierrez, Shaun Harkins, John Kosmaczewski, Bob Long, Jay Millard, Alain Onesto, David Smith, Larry Solomon, Ron Washburn, Mark Whitman, Anthony Defonzo, Matty Randazzo e Paul Ranieri per Don Pasquale
- Migliori effetti speciali/visivi per una serie tv a Robert Stromberg, David Taritero, Justin Ball, Richard Friedlander, Paul Graff, Steve Kirshoff, J. John Corbett, Brian Sales e Ah Dee per l'episodio pilota di Boardwalk Empire - L'impero del crimine
- Migliori effetti speciali/visivi per una miniserie, film o speciale a Kent Johnson, J. David Everhart, Mike Yip, Jon Rhinehardt, Jason Korber, Jared Jones, Ethan Summers, Brent Steinberg e Max Poolman per Gettysburg
- Miglior fotografia per una serie multi-camera a Steven V. Silver per l'episodio Hookers, Hookers, Hookers di Due uomini e mezzo
- Miglior fotografia per una serie single-camera a Jonathan Freeman per il settimo episodio di Boardwalk Empire - L'impero del crimine
- Miglior fotografia per una miniserie o film a David Katznelson per l'episodio pilota di Downton Abbey
- Miglior fotografia per un programma non-fiction a Zach Zamboni e Todd Liebler per la puntata Haiti di Anthony Bourdain: No Reservations
- Miglior fotografia per un reality show ai fotografi di Deadliest Catch
- Miglior illuminazione per un programma varietà, comico o musicale a Robert Barnhart, Peter Radice, Patrick Boozer e Matt Firestone per l'ultima puntata di So You Think You Can Dance
- Miglior illuminazione per uno speciale varietà, comico o musicale a Robert Dickinson, Jon Kusner, Andy O'Reilly e Travis Hagenbuch per la cerimonia dei Grammy Awards 2010
- Miglior makeup per una serie single-camera (non-prostetico) a Nicki Ledermann e Evelyn Noraz per l'episodio pilota di Boardwalk Empire - L'impero del crimine
- Miglior makeup per una serie multi-camera o speciale (non-prostetico) a Louie Zakarian, Josh Turi, Amy Tagliamonti, Daniela Zivkovic e Katherine O’Donnell per l'esibizione di Jon Hamm al Saturday Night Live
- Miglior makeup per una miniserie o film (non-prostetico) a Jordan Samuel, Colin Penman, Amanda Terry e Linda Dowds per The Kennedys
- Miglior makeup per una serie, miniserie, film o speciale (prostetico) a Greg Nicotero, Andy Schoneberg, Garrett Immel, Jake Garber, Kevin Wasner, Howard Berger e Jaremy Aiello per l'episodio I giorni andati di The Walking Dead
- Miglior missaggio audio per una serie drammatica o commedia (di un'ora) a Von Varga, Juan Cisneros, Joseph Deangelis e Brad North per l'episodio Hollywood, Hollywood di Dr. House - Medical Division
- Miglior missaggio audio per una miniserie o film a Henry Embry, Frank Morrone, Stephen Traub e Larold Rebhun per l'episodio L'inevitabile si avvicina di The Kennedys
- Miglior missaggio audio per una serie drammatica o commedia (di mezz'ora) o d'animazione a Patrick Clark e James F. Fitzpatrick per l'episodio Road to the North Pole de I Griffin
- Miglior missaggio audio per un varietà, programma musicale o speciale a Edward J. Greene, Randy Faustino, Patrick Baltzell e Michael Parker per l'ultima puntata di American Idol
- Miglior missaggio audio per un programma non-fiction a Bob Bronow per Deadliest Catch
- Miglior montaggio audio per una serie tv a Philip Stockton, Eugene Gearty, Fred Rosenberg, Marissa Littlefield, Steve Visscher, Jennifer Dunnington e Marko Costanzo per l'episodio pilota di Boardwalk Empire - L'impero del crimine
- Miglior montaggio audio per una miniserie, film o speciale a Marcel Pothier, Christian Rivest, Antoine Morin, Dominik Pagacz, Guy Pelletier, Tom Trafalski e Guy Francoeur per la puntata The Work of Angels de I pilastri della Terra
- Miglior montaggio audio per un programma non-fiction (single o multi-camera) a Charles Maynes, Zach Seivers e Brent Kiser per Gettysburg
- Miglior montaggio video per una serie drammatica single-camera a Sidney Wolinsky per l'episodio pilota di Boardwalk Empire - L'impero del crimine
- Miglior montaggio video per una serie commedia (single o multi-camera) a Sue Federman per l'episodio La gara di How I Met Your Mother
- Miglior montaggio video per una miniserie o film single-camera a Sarah Flack e Robert Pulcini per Cinema Verite
- Miglior montaggio video per un programma breve a Matt O’Connor e Anthony Marchegiano per la cerimonia degli ESPY Awards 2010
- Miglior montaggio video per uno speciale (single o multi-camera) a Michael Polito, Bill Deronde, Kevin O’Dea e Katie Hetland per Lady Gaga Presents The Monster Ball Tour: At Madison Square Garden
- Miglior montaggio video per un programma non-fiction a Lewis Erskine e Aljernon Tunsil per Freedom Riders
- Miglior montaggio video per un reality show a Josh Earl, Kelly Coskran e Alex Durham per Deadliest Catch
- Miglior composizione musicale per una serie tv a Garth Neustadter per l'episodio John Muir In The New World  di American Masters
- Miglior composizione musicale per una miniserie, film o speciale a Carter Burwell per la quinta puntata di Mildred Pierce
- Miglior direzione musicale a Harry Connick Jr. per Harry Connick Jr. in Concert on Broadway
- Migliori musiche e testi a Katreese Barnes, Seth Meyers, Justin Timberlake e John Mulaney per l'esibizione di Justin Timberlake al Saturday Night Live
- Miglior tema musicale di una sigla a Trevor Morris per I Borgia
- Miglior design di una sigla a Angus Wall, Robert Feng, Kirk H. Shintani e Hameed Shaukat per Il Trono di Spade
- Miglior realizzazione individuale in programmi d'animazione a Drew Hodges per Community: Abed's Uncontrollable Christmas; Jill Daniels, Brian Woods per Disney Phineas and Ferb; Peter Chung, Sung Chang per Firebreather; Vanessa Marzaroli per Lilac Wine; Philip Bourassa per Young Justice
- Miglior corto d'animazione: Disney Prep & Landing: Operation Secret Santa
- Miglior programma per bambini: A Child's Garden of Poetry
- Miglior programma per bambini non-fiction o reality: Nick News With Linda Ellerbee. Under the Influence: Kids of Alcoholics
- Miglior speciale varietà, musicale o comico: The Kennedy Center Honors
- Miglior regia per uno speciale varietà, musicale o comico a Lonny Price per Sondheim! The Birthday Concert
- Miglior sceneggiatura per uno speciale varietà, musicale o comico a Dave Boone, Matt Roberts e Mo Rocca per la cerimonia dei Tony Awards 2010
- Miglior regia per un programma non-fiction a Josh Fox per Gasland
- Miglior realizzazione nell'interactive media alla ABC per Oscar Digital Experience
- Miglior sceneggiatura per un programma non-fiction e a Stanley Nelson per Freedom Riders
- Eccezionali meriti per una produzione non-fiction a Stanley Nelson, Laurens Grant, Mark Samels e Sharon Grimberg per Freedom Riders
- Miglior programma non-fiction: American Masters
- Miglior speciale-fiction: Gettysburg
- Miglior speciale: cerimonia dei Tony Awards 2010
- Miglior speciale corto live-action: The Daily Show Correspondents Explain
- Miglior speciale corto non-fiction: Jay Leno's Garage
- Miglior pubblicità: Born of Fire – Chrysler 200

## Governors Award
- A John Walsh per America’s Most Wanted